# Rio Areias
O rio Areias é um curso de água situado no planalto Central do Brasil, em Goiás. Compõe a bacia hidrográfica do rio Paraná, a sua nascente situa-se próxima da serra dos Pirineus, e desagua no rio Corumbá.